# Saint-Christophe-d'Allier
Saint-Christophe-d'Allier är en kommun i departementet Haute-Loire i regionen Auvergne-Rhône-Alpes i centrala Frankrike. Kommunen ligger i kantonen Saugues som tillhör arrondissementet Brioude. År 2022 hade Saint-Christophe-d'Allier 86 invånare.

## Befolkningsutveckling
Antalet invånare i kommunen Saint-Christophe-d'Allier
| Referens: INSEE |